# Arroyo Pindapoy Grande
Arroyo Pindapoy Grande är ett periodiskt vattendrag  i Argentina.   Det ligger i provinsen Misiones, i den nordöstra delen av landet, 800 kilometer norr om huvudstaden Buenos Aires.
I omgivningen kring Arroyo Pindapoy Grande växer huvudsakligen savannskog och området är ganska glesbefolkat, med 29 invånare per kvadratkilometer.